# Engelbert
Engelbert ist ein männlicher Vor- und Familienname.

## Herkunft und Bedeutung des Namens
Der Name setzt sich aus den althochdeutschen Bestandteilen angil (= Angle) und beraht (glänzend) zusammen.

## Varianten
Engelbrecht, Bert, Engelbart

## Namenstage
- 18. Februar: Angilbert
- 10. April: Engelbert von Admont
- 8. Juni: Engelbert von Schäftlarn († 1153)
- 10. Juli: Engelbert Kolland
- 7. November: Engelbert I. von Köln

## Namensträger

### Herrschername
- Engelbert (Kärnten) († 1141), Herzog von Kärnten
- Engelbert I. (Spanheim) († 1096), Markgraf von Istrien
- Engelbert I. (Nassau) (1370–1442), Graf von Nassau-Dillenburg
- Engelbert I. (Berg) († 1189), Graf
- Engelbert I. (Görz) († 1122), Graf
- Engelbert I. von der Mark († 1277), Graf
- Engelbert I. (Ziegenhain) (vor 1270 – 1329), spätestens ab 1294 Graf von Ziegenhain und Nidda zu Nidda
- Engelbert II. von der Mark († 1328), Graf
- Engelbert II. (Nassau) (1451–1504), Graf von Nassau-Breda
- Engelbert II. (Görz) († 1191), Graf
- Engelbert III. (Görz) († 1220), Graf
- Engelbert III. (Brienne) († ≈1035), Graf
- Engelbert III. von der Mark (≈1330–1391), Graf
- Engelbert III. (Spanheim) († 1173), Markgraf von Istrien
- Engelbert IV. (Sieghardinger) (≈990–1040), Sohn des Grafen Engelbert III. im Chiemgau; Graf im Norital, im Inngau, sowie im Pustertal
- Engelbert von Attel und Reichenhall (≈1100–1161), Graf
- Engelbert von Kleve (1462–1506), Graf von Nevers und Eu
- Ludwig Engelbert (Arenberg) (1750–1820), Herzog von Arenberg, Aarschot und Meppen sowie Fürst von Recklinghausen
- Engelbert-Maria von Arenberg (1872–1949), deutscher Adeliger und 9. Herzog des Hauses Arenberg

### Bischofsname
- Engelbert I. von Isenberg († 1250), Bischof von Osnabrück
- Engelbert I. von Köln (1185/86–1225), Erzbischof von Köln, auch Graf Engelbert II. von Berg genannt
- Engelbert II. von Falkenburg (≈1220–1274), Erzbischof von Köln
- Engelbert III. von der Mark (Köln) (1304–1368), Erzbischof von Köln
- Engelbert von Brabant († 1199), Bischof von Olmütz
- Engelbert von Kurland OP, Bischof von Kurland 1234–36/37
- Egilbert von Ortenburg (≈1040–1101), Erzbischof von Trier

### Abtname
- Engelbert (Liesborn) († 1198), Abt des Benediktinerklosters Liesborn
- Engelbert (Ebrach) († nach 1236), Abt des Klosters Ebrach
- Engelbert von Admont (≈1250–1331), Abt des Stiftes Admont
- Engelbert von Syrgenstein (1694–1760),  Fürstabt des Fürststifts Kempten (1747–1760)

### Vorname
- Engelbert Adam (1850–1919), Schauspieler und Schriftsteller
- Engelbert Bach (1929–1999), deutscher Mundartdichter
- Engelbert Broda (Physikochemiker) (1910–1983), österreichischer Physiker und Chemiker
- Engelbert Dollfuß (1892–1934), österreichischer Bundeskanzler, Begründer des austrofaschistischen Ständestaats
- Engelbert Endrass (1911–1941), Ritterkreuzträger der deutschen Kriegsmarine
- Engelbert Friedhoff (1920–2008), deutscher Chirurg, Pionier des Notarzt- und Rettungswesens
- Engelbert Hardt (1847–1919), deutscher Unternehmer und Bankier
- Engelbert Hüging (* 1957), deutscher Tischtennisspieler
- Engelbert Humperdinck (1854–1921), deutscher Komponist der Spätromantik
- Engelbert Kaempfer (1651–1716), deutscher Arzt und Forschungsreisender
- Engelbert Klüpfel (1733–1811), katholischer Theologe
- Engelbert Kraus (1934–2016), deutscher Fußballspieler
- Engelbert Kupka (* 1939), bayerischer Politiker der CSU
- Engelbert von Landsberg-Velen und Steinfurt (1796–1878), westfälischer Adliger und preußischer Politiker
- Engelbert Lanz (1820–1904), österreichischer Komponist und Musikpädagoge
- Engelbert Lenz (1883–1949), österreichischer Gymnasial-Professor und Politiker
- Engelbert Mang (1883–1955), österreichischer Architekt
- Engelbert Mühlbacher (1843–1903), österreichischer Historiker
- Engelbert Niebler (1921–2006), deutscher Jurist und Richter des Bundesverfassungsgerichts
- Engelbert von Nordhausen (* 1948), deutscher Schauspieler und Synchronsprecher
- Engelbert Obernosterer (* 1936), österreichischer Schriftsteller
- Engelbert Peiffer (1830–1896), deutscher Bildhauer und Medailleur
- Engelbert Pernerstorfer (1850–1918), österreichischer Politiker und Journalist
- Engelbert Plassmann (1935–2021), deutscher Jurist, Bibliothekar und Bibliothekswissenschaftler
- Engelbert Seibertz (Maler) (1813–1905), deutscher Porträt- und Historienmaler
- Engelbert Seibertz (Architekt) (1856–1929), deutscher Architekt
- Engelbert Siebler (1937–2018), deutscher Weihbischof
- Engelbert Sonneborn (* 1938), Kandidat von Piratenpartei und Die Partei zur Wahl des deutschen Bundespräsidenten 2017
- Engelbert Sterckx (1792–1867), belgischer Erzbischof von Mecheln und Kardinal
- Engelbert Washietl (1941–2022), österreichischer Journalist
- Engelbert Wistuba (* 1953), deutscher Politiker (SPD)
- Engelbert Wusterwitz (um 1385–1433), bedeutender Chronist der märkischen Geschichte
- Engelbert Zaschka (1895–1955), deutscher Oberingenieur, Konstrukteur, Erfinder und Hubschrauberpionier

### Künstlername
- Engelbert (* 1936), auch Engelbert Humperdinck, aber nicht verwandt mit dem gleichnamigen Komponisten (s. o.)

### Familienname
- Arthur Engelbert (* 1951), deutscher Medienwissenschaftler
- Hans-Jürgen Engelbert (1944–2021), deutscher Mathematiker
- Heinz Engelbert (* 1922), deutscher Jurist
- Hermann Engelbert (1830–1900), israelitischer Religionslehrer und Rabbiner
- Jörg Thomas Engelbert (* 1961), deutscher Sprach- und Kulturforscher
- Josef Engelbert (1891–1969), deutscher Pfarrer (bis 1949) zu St. Michael in Breslau (wie Kurt Engelbert geboren in Wansen)
- Kurt Engelbert (1886–1967), deutscher Direktor des Diözesanarchivs und -museums und der Dombibliothek zu Breslau
- Manfred Engelbert (* 1942), deutscher Romanist
- Moses Engelbert (Mosche Meir ben Naftali; 1830–1891), Rabbiner
- Pius Engelbert (1936–2024), deutscher Benediktiner-Abt
- Richard Engelbert (1820–1910), deutscher evangelischer Theologe
- Sally Fritz Engelbert (1886–1958), deutscher Politiker (LDP, FDP), Mitglied des Abgeordnetenhauses von Berlin

## Ortsname
- Engelbert, Ortsteil von Groningen